# Іван Юрійович Заславський
Іван (Януш) I Заславський (*д/н — бл. 1516) — русинський (український) магнат, державний діяч Великого князівства Литовського. Не слід плутати з литовсько-білоруським князем Іваном Заславським з гілки Гедіміновичів.

## Життєпис
Походив з князівського роду Заславських гербу Баклай. Син князя Юрія Заславського та Софії Варвари або Ганни невідомого походження. Одружився з Оленою з роду Четвертинських.
Після смерті батька близько 1500 року стає опікуном свого старшого брата Андрія, що був несповна розуму. Втім з огляду на молодий вік обох братів фактично управляла родинними маєтностями Заславських їхня мати, принаймні до 1509 року. Брав участь у московсько-итовській війні 1500-1503 років. У 1501 році Іван Заславський отримав привілей на село Двірець Кременецького повіту.
Також згадується в актах 1506 та 1508 років як хоробрий та войовничий «муж». Був учасником московсько-литовської війни 1507-1508 років. У 1508 році отримав від великого князя Литовського та короля Польського Сигізмунда I привілей на село Білогородка та підтвердження прав на інші володіння, наданні Заславського попередниками зправом передання нащадкам.
Брав участь в обороні Волині від кримськотатарських нападів. Ймовірно був учасником битви під Лопушним 1512 року. Згодом вступив у майновий конфлікт з великим гетьманом литовським Костянтином Острозьким стосовно володіння селами Зубівці та Тернавка, який не було розв'язано до самої смерті Івана Заславського. Помер близько 1516 року, можливо загинув під час татарського нападу.

## Родина
Дружина — Олена, донька Федора Четвертинського, брацлавського намісника.
Діти:
- Федір
- Богдан (д/н—1530),
- Кузьма (д/н—1556), староста свіслоцький і кам'янецький
- Іван
- Михайло (д/н—1530)
- Софія, дружина Олехни Бранського
- донька (?)